# Liste der Olympiasieger im Schießen
Die Liste der Olympiasieger im Schießen bietet einen Überblick über sämtliche Medaillengewinner in den Schieß-Wettbewerben bei Olympischen Sommerspielen. Aufgrund der umfangreichen Datenmenge erfolgt eine Unterteilung in drei Teillisten.
- Unter „Medaillengewinner“ sind sämtliche Medaillengewinner in den für Männer ausgeschriebenen Disziplinen aufgeführt.
- Unter „Medaillengewinnerinnen“ sind sämtliche Medaillengewinner in den für Frauen ausgeschriebenen Disziplinen aufgeführt.
- Die Liste „Statistiken“ enthält den Medaillenspiegel sowie eine Auflistung der erfolgreichsten Sportschützen.